# Saint-Ouen-le-Mauger
Saint-Ouen-le-Mauger és un municipi francès situat al departament del Sena Marítim i a la regió de Normandia. L'any 2007 tenia 188 habitants.

## Demografia

### Població
El 2007 la població de fet de Saint-Ouen-le-Mauger era de 188 persones. Hi havia 76 famílies de les quals 15 eren unipersonals (15 dones vivint soles i 15 dones vivint soles), 23 parelles sense fills, 34 parelles amb fills i 4 famílies monoparentals amb fills.
La població ha evolucionat segons el següent gràfic:
Habitants censats

### Habitatges
El 2007 hi havia 82 habitatges, 74 eren l'habitatge principal de la família, 3 eren segones residències i 6 estaven desocupats. 81 eren cases i 1 era un apartament. Dels 74 habitatges principals, 59 estaven ocupats pels seus propietaris, 13 estaven llogats i ocupats pels llogaters i 1 estava cedit a títol gratuït; 2 tenien dues cambres, 9 en tenien tres, 25 en tenien quatre i 38 en tenien cinc o més. 71 habitatges disposaven pel capbaix d'una plaça de pàrquing. A 28 habitatges hi havia un automòbil i a 38 n'hi havia dos o més.

### Piràmide de població
La piràmide de població per edats i sexe el 2009 era:
| Homes | Edats   | Dones |
| ----- | ------- | ----- |
| 0     | 95 o +  | 0     |
| 0     | 90 a 94 | 0     |
| 0     | 85 a 89 | 0     |
| 4     | 80 a 84 | 4     |
| 0     | 75 a 79 | 4     |
| 4     | 70 a 74 | 0     |
| 8     | 65 a 69 | 16    |
| 12    | 60 a 64 | 0     |
| 4     | 55 a 59 | 0     |
| 4     | 50 a 54 | 8     |
| 4     | 45 a 49 | 8     |
| 12    | 40 a 44 | 8     |
| 4     | 35 a 39 | 4     |
| 4     | 30 a 34 | 4     |
| 4     | 25 a 29 | 8     |
| 8     | 20 a 24 | 12    |
| 12    | 15 a 19 | 12    |
| 0     | 10 a 14 | 0     |
| 0     | 5 a 9   | 8     |
| 0     | 0 a 4   | 8     |

## Economia
El 2007 la població en edat de treballar era de 115 persones, 87 eren actives i 28 eren inactives. De les 87 persones actives 81 estaven ocupades (43 homes i 38 dones) i 7 estaven aturades (3 homes i 4 dones). De les 28 persones inactives 12 estaven jubilades, 6 estaven estudiant i 10 estaven classificades com a «altres inactius».

### Ingressos
El 2009 a Saint-Ouen-le-Mauger hi havia 76 unitats fiscals que integraven 201 persones, la mediana anual d'ingressos fiscals per persona era de 14.806 €.

### Activitats econòmiques
Dels 2 establiments que hi havia el 2007, 1 era d'una empresa de construcció i 1 d'una empresa d'hostatgeria i restauració.
L'únic servei als particulars que hi havia el 2009 era un paleta.
L'any 2000 a Saint-Ouen-le-Mauger hi havia 10 explotacions agrícoles que ocupaven un total de 516 hectàrees.

## Equipaments sanitaris i escolars
El 2009 hi havia una escola maternal integrada dins d'un grup escolar amb les comunes properes formant una escola dispersa.

## Poblacions més properes
El següent diagrama mostra les poblacions més properes.